# Christian Wulff
Christian Wilhelm Walter Wulff (Osnabrück, 19. lipnja 1959.) je njemački konzervativni političar i član CDU-a. 
Po struci je pravnik. Od 2003. do 2010. godine obnašao je dužnost premijera pokrajine Donje Saske. 
Nakon ostavke svog predhodnika Horsta Köhlera, kao predstavnik koalicije CDU/CSU-a i FDP-a, na zasjedanju Savezne skupštine 30. lipnja 2010. godine u trećem krugu glasovanja izabran je za njemačkog predsjednika. Nakon 597 dana obnašanja dužnosti zbog optužbi za zloporabu položaja 17. veljače 2012. podnio je ostavku. Naslijedio ga je Joachim Gauck kojeg je dvije godine prije pobijedio u trećem krugu glasovanja. 

## Vanjske poveznice
- Osobni website
- Curriculum vitae of Prime Minister Christian Wulff
- Ured premijera